# Vinnuháskúlin
Vinnuháskúlin (Erhvervshøjskolen) er en videregående uddannelsesinstitution i Tórshavn på Færøerne. Skolen har uddannelser til skippere, navigatører og maskinmester, og disse opfylder internationale standarder, som STCW. Vinnuháskúlin har rødder tilbage til skipperskolerne i slutningen af 1800-tallet, men skolen blev i sin nuværende form oprettet 1. januar 2005 af Færøernes kulturministerium.

## Eksterne henvisningΙer
- Vinnuháskúlin Arkiveret 21. februar 2009 hos  Wayback Machine

62°00′22″N 6°46′43″V / 62.006°N 6.7785°V